# Madeleine du Saint-Esprit
Madeleine du Saint-Esprit (Belmonte, vers 1560 - Cordoue, 30 juin 1640), née Magdalena Rodriguez de Alarcón, est une religieuse de l'ordre des Carmes déchaux qui est devenue prieure d'un couvent à Cordoue, et qui a compilé des écrits au sujet de saint Jean de la Croix.

## Biographie
Elle est la fille de Diego Rodriguez et d'Ana de Alarcon, de la ville de Belmonte, dans la province de Cuenca. Elle entre comme novice au couvent de Beas de Segura (es) en 1576 avec une dot de 400 ducats. Elle prononce ses vœux le 6 août 1577.

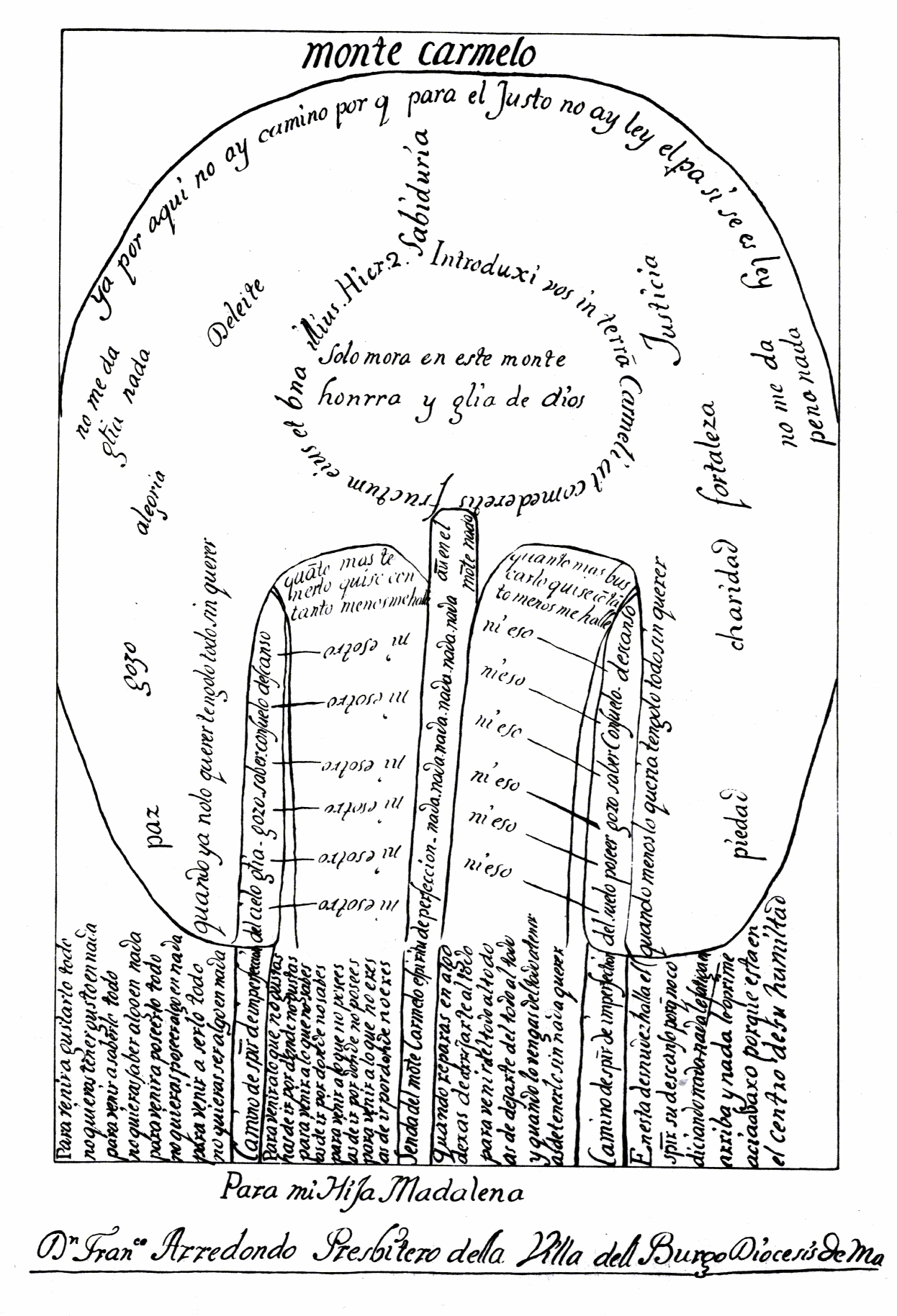
Dessin du mont Carmel, réalisé par Jean de la Croix et dédié à « sa fille Madeleine ».

Fin août 1578, Jean de la Croix s’échappe de sa prison à Tolède puis se rend à Almodóvar del Campo où se déroule le chapitre de l'Ordre. Il y est élu prieur du couvent du Calvario. En s'y rendant, il passe par Beas de Segura et y rencontre la supérieure du carmel déchaussé, Anne de Jésus, avec laquelle il va tisser une relation privilégiée. En octobre de la même année, il y retourne avec un état de santé toujours dégradé. Pour l'accueillir, les religieuses chantent « La lire de l'éloge du travail » (Las liras en loor a los trabajos). En les entendant chanter, Jean de la Croix tombe en extase. Madeleine recueille alors par écrit toutes les paroles, compliments et avertissements, que saint Jean transmet à la communauté. Le célèbre dessin du mont Carmel réalisé par Jean de la Croix, est dédié « à sa fille Madeleine ».
Sœur Madeleine rassemble beaucoup de notes et d'écrits qu'elle envoie quelques années plus tard au chroniqueur Jérôme de Saint Joseph. Son travail a permis de conserver toute une série de citations de saint Jean de la Croix. Le Père Jérôme Gratien, lorsqu'il rédigera la biographie de Mère Madeleine, insistera sur ce point, ainsi que sur le lien fort entre la religieuse et saint Jean de la Croix.
Le 11 juin 1581 a lieu à Beas de Segura, en présence du Père Gratien, l'élection des nouveaux supérieurs du couvent. Madeleine est élue à un poste comportant davantage de responsabilité. C'est ainsi qu'elle participe aux fondations de deux couvents, l'un à Malaga en 1585 sous le patronage de saint Joseph, et l'autre à Cordoue en 1589. Pour réaliser cette fondation, l'évêque de la ville, Francisco Pacheco de Córdoba, donne l'ermitage de Sainte-Anne, et le Marquis de Carpio, Diego López de Haro y Sotomayor, offre une maison située à côté du couvent. L'ensemble des bâtiments et terrains permet alors d'établir un véritable couvent, aujourd'hui appelé Sainte-Anne et Saint-Joseph. Quelques années plus tard, Madeleine du Saint-Esprit s'y fixe, puis en est élue prieure, avant d'y mourir le 30 juin 1640 à l'âge d'environ 80 ans.

## L'écrivaine
Si l'on connait peu d'éléments de la vie de Mère Madeleine, plusieurs écrits lui sont attribués, essentiellement autour des œuvres (et textes) de Jean de la Croix, qu'elle a contribué à compiler :
- Dos cartas a Fr. Jerónimo de San José, acerca de la vida de san Juan de la Cruz (Córdoba, 24/04 y 1/08 de 1620), présent dans : Información sobre la vida y milagros de san Juan de la Cruz para su beatificación, p. 1455-1460 (BNE mss/12738).
- Noticias biográficas de la Madre Catalina de San Alberto, del convento de Beas, monja lega, présent dans Relaciones sobre la vida y virtudes de varias religiosas Carmelitas Descalzas de los conventos de Andalucía en los primeros tiempos de la Reforma, siglo XVII, p. 120-124 (BNE, mss/5807).
- Noticias sobre la vida de la religiosa carmelita Catalina de Jesús, fundadora del convento de Beas (BNE, mss/5807, p. 5-6).
- Relación de la vida y virtudes de la religiosa carmelita Catalina de Jesús, fundadora del convento de Beas (44 pages), (BNE, mss/5807).
- Noticias sobre la vida de san Juan de la Cruz (BNE mss/12944/132, 18 hs).

## Sources
- (es) Cet article est partiellement ou en totalité issu de l’article de Wikipédia en espagnol intitulé « Magdalena del Espíritu Santo » (voir la liste des auteurs).